# Đa Phước (thị trấn)
Đa Phước là một thị trấn thuộc huyện An Phú, tỉnh An Giang, Việt Nam.

## Địa lý
Thị trấn Đa Phước nằm ở phía nam huyện An Phú, có vị trí địa lý:
- Phía đông giáp xã Vĩnh Trường và thị xã Tân Châu
- Phía tây giáp thành phố Châu Đốc và xã Vĩnh Hội Đông
- Phía nam giáp thành phố Châu Đốc
- Phía bắc giáp thị trấn An Phú và xã Vĩnh Trường.

Thị trấn có diện tích 15,76 km², dân số năm 2022 là 17.590 người, mật độ dân số đạt 1.116 người/km².

## Hành chính
Thị trấn Đa Phước được chia thành 4 khóm: Hà Bao 1, Hà Bao 2, Phước Quản và Phước Thọ.

## Lịch sử
Trước đây, Đa Phước là một xã thuộc huyện Phú Châu.
Năm 1984, ấp Phước Thạnh của xã Đa Phước và một phần ấp 4 của xã Phước Hưng được tách ra để thành lập thị trấn An Phú.
Ngày 13 tháng 11 năm 1991, huyện Phú Châu chia lại thành hai huyện An Phú và Tân Châu, xã Đa Phước thuộc huyện An Phú.
Ngày 13 tháng 2 năm 2023, Ủy ban Thường vụ Quốc hội ban hành Nghị quyết số 721/NQ-UBTVQH15 (nghị quyết có hiệu lực từ ngày 10 tháng 4 năm 2023). Theo đó, thành lập thị trấn Đa Phước trên cơ sở toàn bộ 15,76 km² diện tích tự nhiên và 17.590 người của xã Đa Phước.

## Du lịch
Làng Chăm Đa Phước hình thành khoảng 120 năm, tập trung tại ấp Hà Bao 2, dọc quốc lộ 91C và nằm cặp theo dòng sông Hậu, tiếp giáp từ cầu Cồn Tiên hướng về trung tâm huyện lỵ An Phú. Nơi đây có Thánh đường EHSAN và Thánh đường SUNNAH là 2 công trình kiến trúc độc đáo, được xây dựng và trùng tu rất khang trang; là nơi sinh hoạt tín ngưỡng của cộng đồng dân tộc Chăm. Nơi đây còn là điểm đến của nhiều du khách, nhất là khách nước ngoài, bình quân mỗi tháng có khoảng 3.000 lượt du khách đến với làng Chăm Đa Phước. Tuy nhiên, du lịch nơi đây chỉ phát triển tự phát, chưa có sự liên kết chặt chẽ, chưa có quy hoạch, chưa khai thác hiệu quả tương xứng tiềm năng, lợi thế sẵn có, xuất phát từ nhiều nguyên nhân.

## Ảnh

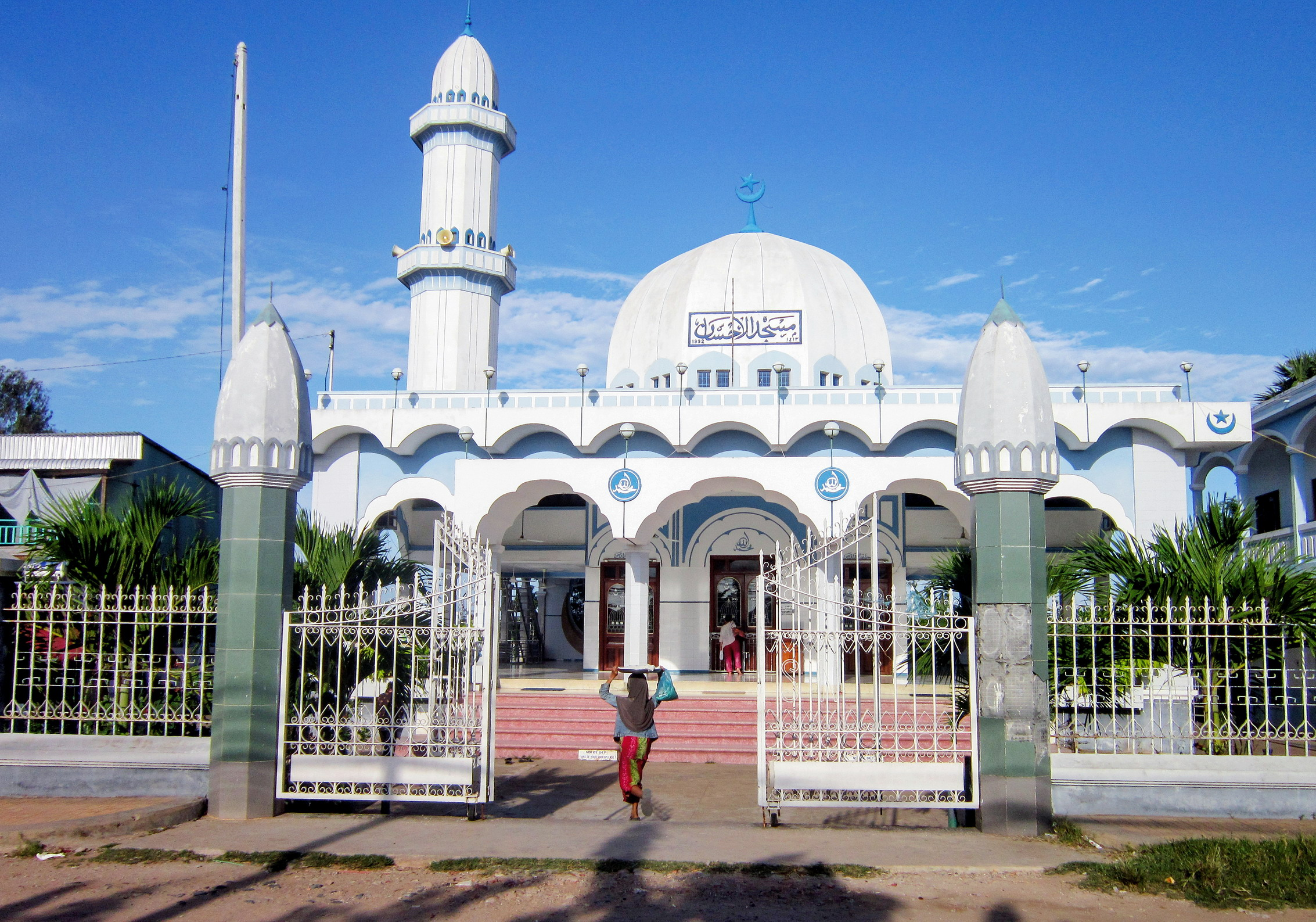
Thánh đường Ehsan ở Đa Phước
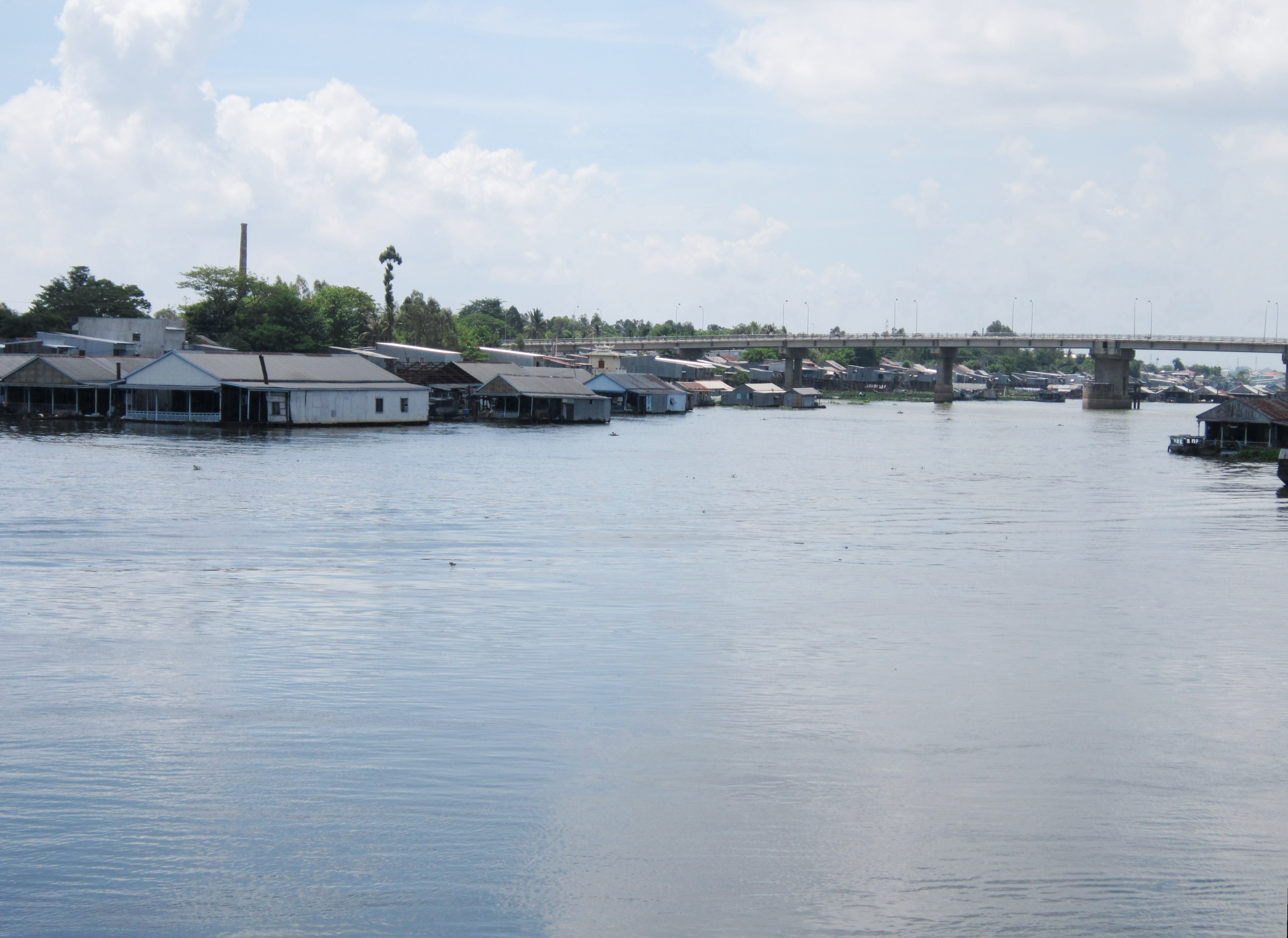
Cầu Cồn Tiên bắc qua sông Châu Đốc
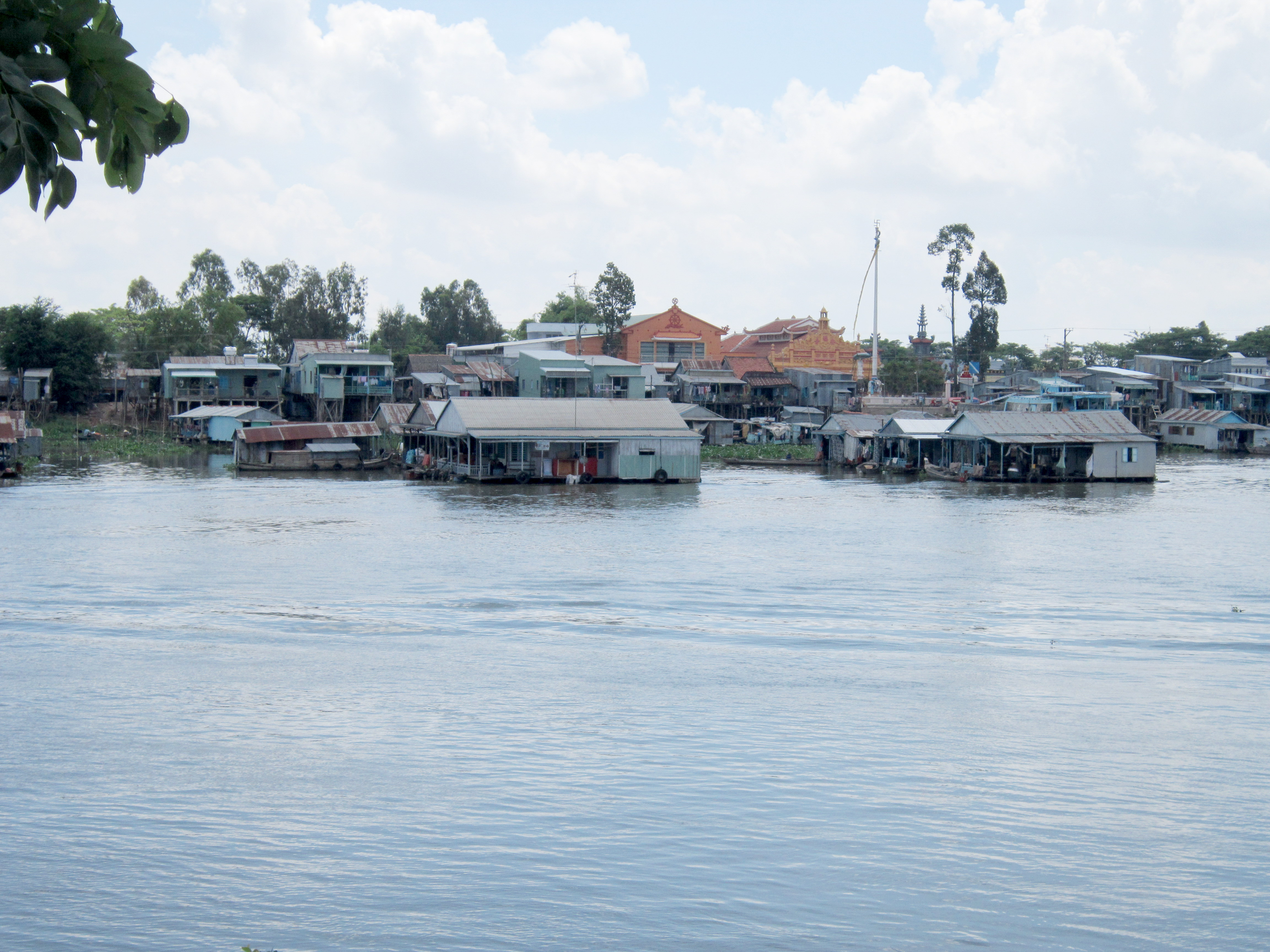
Một góc Đa Phước ở khu vực chùa Đa Phước bên sông Châu Đốc